# Anoplophoroides lumawigi
Anoplophoroides lumawigi är en skalbaggsart som beskrevs av Stefan von Breuning 1980. Anoplophoroides lumawigi ingår i släktet Anoplophoroides och familjen långhorningar.
Artens utbredningsområde är Filippinerna. Inga underarter finns listade i Catalogue of Life.